# Illmitz
Illmitz (in ungherese: Illmic) è un comune austriaco di 2 359 abitanti nel distretto di Neusiedl am See, in Burgenland; ha lo status di "comune mercato" (Marktgemeinde in tedesco).
Da questo comune deriva il titolo del romanzo del 2014 della scrittrice italiana Susanna Tamaro Illmitz, ambientato appunto qui, location dove l'attività letteraria della scrittrice ha avuto inizio.

## Geografia fisica

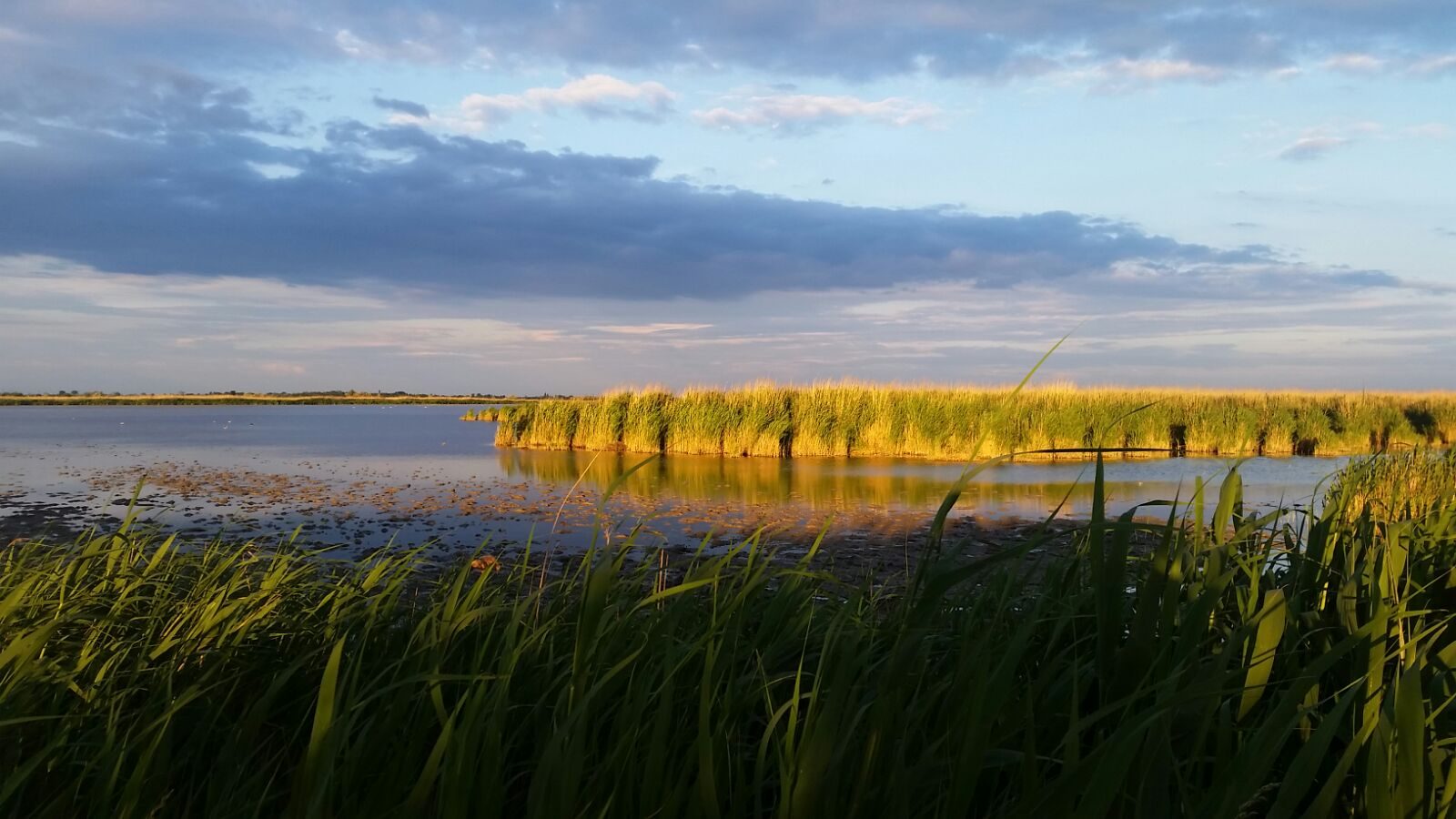
Le paludi e canneti tipici di Illmitz e dintorni

### Territorio
Il ristretto comune di Illmitz si trova nel Parco Nazionale Neusiedler See-Seewinkel, nella regione Burgenland, sulla sponda est del Lago di Neusiedl, che l'Austria condivide con l'Ungheria. Il paese si trova ad un'altitudine di 117 m sul livello del mare. Nelle vicinanze si trova un'area di livello ancora minore, di solo 114 m (374 piedi, secondo la scala di misurazione locale) sopra il livello del mare, ed è l'elevazione più bassa di tutta l'Austria.
Caratteristici di questa zona sono le ampie pianure e la flora delle paludi salmastre, con molti piccoli laghi salati nelle aree circostanti. Il Lange Lacke ("Lago Lungo" in tedesco) è il più grande dei circa 40 laghetti vicini.
Illimitz dista 24 km da Eisenstadt, altro comune più ampio della Burgenland, di quasi 12mila abitanti; mentre dista esattamente 60 km dalla capitale austriaca Vienna.

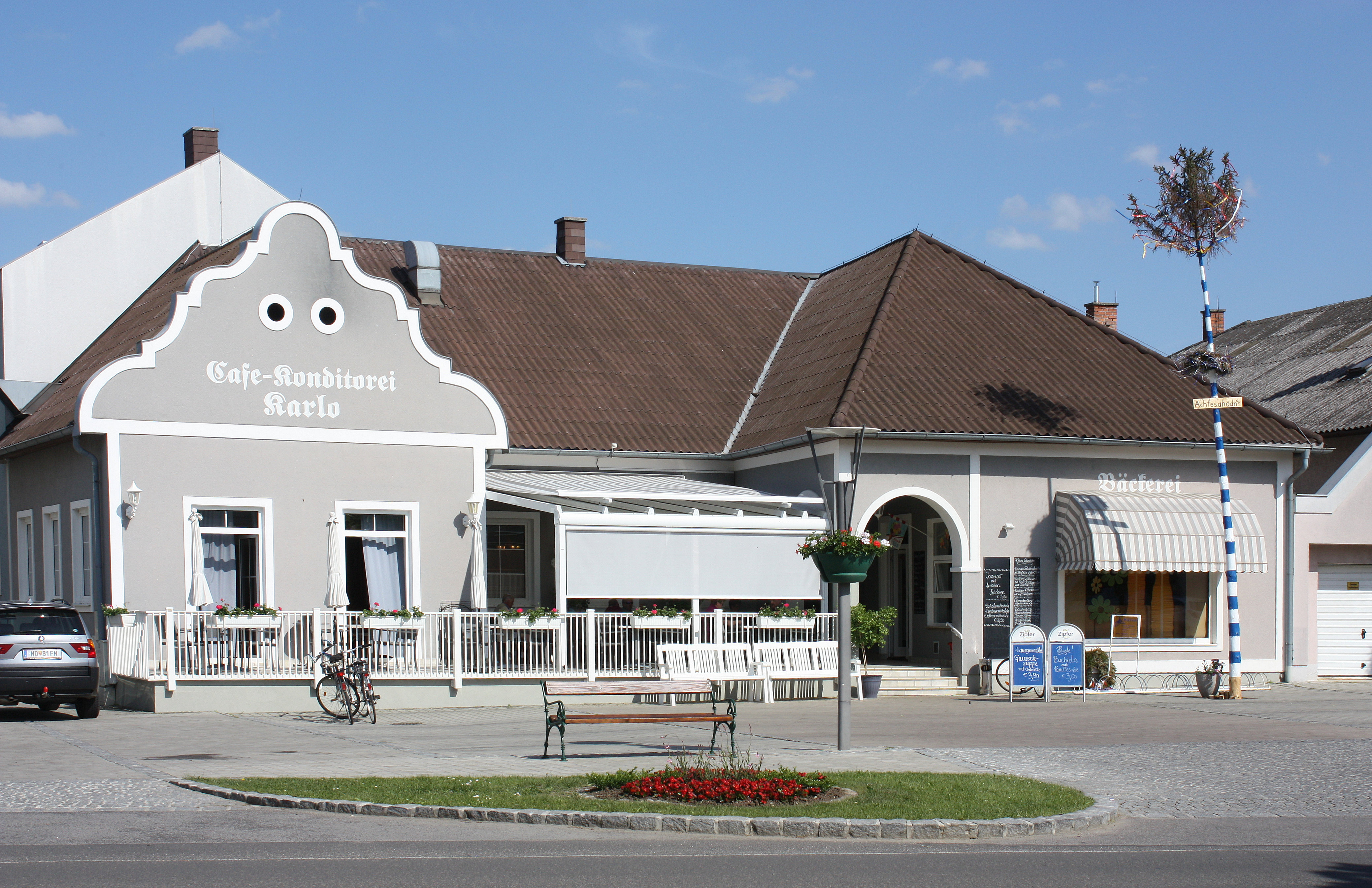
La piazza principale di Illmitz

## Storia
Nel 1867 l'Impero austriaco, una delle monarchie ereditarie dall'impero asburgico, si sciolse e, in coesione con i territori circostanti, si formò il potente Impero austro-ungarico, con governi separati a Vienna e Budapest.
Dopo la prima guerra mondiale, e quindi la fine anche dell'Impero austro-ungarico, conclusosi proprio nel 1918, in concomitanza con la fine della Guerra, il land del Burgenland fu nominato Deutsch-Westungarn ("Ungheria tedesco-occidentale") col trattato di Saint-Germain-en-Laye, nel 1919, e col trattato di Trianon, e venne annesso all'Austria nello stesso anno.
Dal 1921, la città fa parte della regione del Burgenland.
Nel dicembre 2001 il Parco Nazionale Neusiedler See-Seewinkel è stato dichiarato Patrimonio dell'Umanità dall'UNESCO.

## Economia
Il settore economico principalmente praticato a Illmitz è il primario, e la società trainante la sua economia è la produzione di vino, la maggiore dello Stato: infatti la cittadina, essendo circondata da floridi vigneti, è tappa di ampio turismo, altro settore fiorente qui. Anche se piccola, Illmitz è conosciuta dagli amanti del vino di tutto il mondo: viticoltori come Alois Kracher e Willi Opitz sono famosi per i loro costosi vini, delicati e dolci.
Un'altra attività molto praticata a Illmitz è l'ornitologia, tanto che, a maggio di ogni anno, molti ornitologi da tutta Europa vengono ad osservare specie di uccelli, visitando soprattutto il parco nazionale situato all'interno della città. Nell'ornitologia ha un ruolo importante il vicino lago Lange Lacke, grande riserva naturale con oltre 100 anni di ricerche sulla vita degli uccelli.